# Underground V2.0
Underground V2.0 è il secondo EP del gruppo musicale statunitense Linkin Park, pubblicato il 18 novembre 2002 dalla Machine Shop Recordings.

## Descrizione
Secondo EP pubblicato dal fan club ufficiale del gruppo, LP Underground, Underground V2.0 contiene sei tracce tra inediti in studio, remix ed esecuzioni dal vivo. Come inediti sono presenti la strumentale A.06, realizzata nel 2002 durante le sessioni di registrazione per il secondo album in studio Meteora (una versione estesa è apparsa sette anni più tardi nell'EP LP Underground 9: Demos, mentre una cantata nella riedizione per i vent'anni di Meteora stesso distribuita nel 2023), Dedicated, inciso nel 1999, e My December, originariamente pubblicato come b-side del singolo One Step Closer, mentre i brani dal vivo sono With You e High Voltage, eseguiti presso la Docklands Arena di Londra il 16 settembre 2001.
Il 13 dicembre 2021, in occasione del lancio della ventunesima edizione del fan club, il gruppo ha reso disponibile l'EP nel formato audiocassetta.

## Tracce
Testi e musiche di Linkin Park, eccetto dove indicato.
1. A.06 – 0:54
2. With You (Live) – 3:21 (Linkin Park, The Dust Brothers)
3. Pts.of.Athrty (Crystal Method Remix) – 4:56
4. Dedicated (Demo 1999) – 3:11 (Mike Shinoda, Brad Delson, Joe Hahn, Chester Bennington)
5. High Voltage (Live) – 4:02
6. My December – 4:19 (Mike Shinoda)

## Formazione
Hanno partecipato alle registrazioni, secondo le note di copertina:
Gruppo
- Chester Bennington – voce
- Mike Shinoda – rapping, pianoforte (traccia 6)
- Brad Delson – chitarra
- Phoenix – basso (eccetto traccia 4), violoncello (traccia 6)
- Rob Bourdon – batteria
- Joe Hahn – giradischi, campionatore

Altri musicisti
- The Crystal Method – remix (traccia 3)
- Kyle Christener – basso (traccia 4)

Produzione
- Don Gilmore – produzione (traccia 1)
- Linkin Park – produzione (traccia 1)
- Pat Kraus – mastering
- Mr. Colson – missaggio (tracce 2 e 5)
- Mike Shinoda – produzione (tracce 4 e 6), ingegneria del suono (traccia 6)
- Joe Hand – Pro Tools aggiuntivo (traccia 6)